# بانویی در گرمابه
بانویی در گرمابه نام نقاشی رنگ روغن بر چوب است، که در سال ۱۵۷۱ به‌دستِ هنرمند فرانسوی فرانسوا کلوئه پدید آمد.

## درباره
این نقاشی (۹۲٫۳ × ۸۱٫۲ cm) در نگارخانه ملی هنر در واشینگتن دی‌سی نگه داشته می‌شود، و یکی از تنها سه نقاشی است که کلوئه امضا زده‌است.

## واکاوی
هویت بانوی نوجوانِ گرمابه آشکار نیست. شاید دیان دو پواتیه، دلدار پادشاه هانری دوم، در نوجوانی باشد. پژوهشگری به‌نام روژه ترنکه در سال ۱۹۶۶ پیشنهاد کرد که بانوی نجوان، ماری شهبانوی اسکاتلند است؛ چهرهٔ این بانو به دیگر چهره‌نگاشت‌های ماری همانند است، به‌ویژه در یک نقاشی از کلوئه، که ماری را سوگوار به‌تصویر کشیده‌است. ترنکه را باور براین است که این نقاشی برای استهزای یکی از هواداران هوگنو کشیده شده بود. این نقاشی الگویی شد برای پرتره‌های حمام‌کنندگان. پژوهشگرانی گفته‌اند که بانوی نوجوان، پیش از رفتن به گرمابه، بچه زاییده‌است.
نگارخانه ملی می‌نویسد:
تقارنِ ماسک‌مانندِ چهرهٔ بانوی گرمابه، شناخت او را دشوار می‌کند. پژوهشگران پیشنهاد کرده‌اند که ویژگی‌های آریستوکراسی او نشان می‌دهند که یکی از چندین دلدار خاندان پادشاهی است؛ به‌ویژه دیان دو پواتیه دلدار هانری دوم. شاید هم این زن برهنه، از نوع وِنوس، زیبایی ایده‌آل را نشان می‌دهد تا یک فرد خاص. تقابل زن برهنه‌ای که باظرافت کشیده شده، با سطح پرچین‌وشکن میوه‌ها و پرده‌ها و جواهرات، همراهی درون‌مایه‌های فلاندری و ایتالیایی را می‌نمایاند که مشخصهٔ هنر درباری فرانسه در سدهٔ ۱۶ میلادی بود.— نگارخانه ملی هنر، واشینگتن دی‌سی، بانویی در گرمابه